# Stanislas (trein)
De Stanislas was een Franse binnenlandse TEE-trein voor de verbinding Parijs - Nancy. De Stanislas is genoemd naar Koning Stanislaus I van Polen. In 1709 moest Stanislaus de troon opgeven en vestigde zich, als Hertog van Lotharingen, in de Lotharingse hoofdstad Nancy.
In de herfst van 1971 werd de Stanislas in het TEE-net opgenomen. Het was de "spiegeltrein" van de Kléber die in het voorjaar van 1971 in dienst gekomen was.
In 1983 is de Stanislas opgeheven.

## Rollend materieel
De treindienst werd verzorgd door de getrokken treinen bestaande uit TEE Grand confort-rijtuigen van de SNCF. In 1982 is overgeschakeld op Inox-rijtuigen van het type Mistral 69.

## Route en dienstregeling
| TEE 63 | land      | station    | km  | TEE 62 |
| ------ | --------- | ---------- | --- | ------ |
| 11:06  | Frankrijk | Paris Est  | 0   | 21:06  |
| 13:40  | Frankrijk | Nancy      | 353 | 18:28  |
| 14:52  | Frankrijk | Strasbourg | 503 | 17:14  |